# Ny Høstemark
Ny Høstemark er udsykket fra Høstemark i 1897. Gården ligger i Mou Sogn, Fleskum Herred, Ålborg Amt, Sejlflod Kommune

## Ejere af Ny Høstemark
- (1897-1908) Konsortium
- (1908-1928) Jens Kristen Eskildsen
- (1928-1933) Rasmus Andersen
- (1933-1940) M. P. Knudsen
- (1940-1960) John A. Knudsen
- (1960-1988) Enke Fru Ingeborg Knudsen
- (1988-) Aage V. Jensen Fonden